# 洋州街道
洋州街道，是中华人民共和国陕西省汉中市洋县下辖的一个街道办事处。
2015年，陕西省民政厅批复同意撤销洋州镇，设立洋州街道办事处。

## 基本情况
洋州街道办事处地处洋县县城中心，东连龙亭镇、南临汉江、西接戚氏、北邻纸坊，西成高铁、西汉高速和国道108穿境而过，是全县政治、经济、文化中心。辖区总面积43平方公里，共9个社区，10个行政村，总户数26510户，常住人口89638人，耕地面积22425亩。
洋州街道下辖以下地区：
北街社区、南街社区、东街社区、西街社区、青年路社区、东城社区、西南坝村、李家村、巩家槽村、纸坊街村、草坝村、孤魂庙村、周家坎村、东咀村、白鹤村、东联村、平溪村、贯溪村、龙泉村、梁家村、云阳村、何家村和木瓜园村。

## 产业情况
近年来，洋州街道办坚持实施“工业引领、项目带动、三产富民、城市提质”战略，抢抓机遇，高位推进，全力打造“醉美洋州，幸福之舟”品牌，高质量建设“五个洋州”。
（一）工业。办事处共有秦洋长生、金森桥隧、朱鹮酒业、志建药业、双亚粮油等规模以上工业企业67户。
（二）农业。按照“一镇一业”“长短结合”产业发展思路，不断扩大“米、畜、果、药、菌、林”六大主导产业的规模和效益。目前，办事处已初步形成贯溪、平溪村有机粮油，东联村蔬菜、蓝莓、食用菌，何家、龙泉、梁家村猕猴桃、香橼、木瓜、油用牡丹种植等为主导的产业示范基地，逐步形成“一村一品”的发展格局。
（三）第三产业。办事处以巩固提升国家卫生城市成果为契机，以美丽乡村（社区）建设为着力点，把县城当成景区来打造，建设洋县最美会客厅，东联村、贯溪村被表彰为市级美丽乡村示范村。

## 特色亮点
（一）全力保障县域重点项目。立足县城中心区位优势，多举措保障重点项目建设征地拆迁和落地开工、顺利推进。重点抓有机园区、一江两岸、引汉济渭、傥河东岸、新108国道、北二环建设、望江路、洋县中学东校区等12个重点项目建设的征地拆迁和环境保障，共完成征地1127.73亩。
（二）创新开展党的建设。把党建工作置于发展稳定的大局谋划，落实党委委员包片、站所负责人包村、党建指导员包非公经济组织制度。创建党员示范小区6个、党员示范街4条、党员志愿服务队24支、党员示范商户32个，在开明广场设立“文明实践、红色驿站”党员便民服务点，不断彰显党建引领作用。